# Cercle Cité
Le centre culturel et de congrès « Cercle Cité » peut faire référence à deux structures reliées par une passerelle situées à l'extrémité est de la place d'Armes, dans le cœur historique du quartier de la Ville-Haute à Luxembourg :
- le Cercle municipal, un bâtiment administratif avec plusieurs salles de réception, ancien lieu de réunion et siège de la Communauté européenne du charbon et de l'acier (CECA) ;
- le Centre socioculturel « Le Cité », un espace culturel qui propose des services telles que la consultation de livres et la projection de films au sein d'une médiathèque, d'une salle d’exposition, d'une salle de conférence et comprend également un cybercafé.

## Histoire

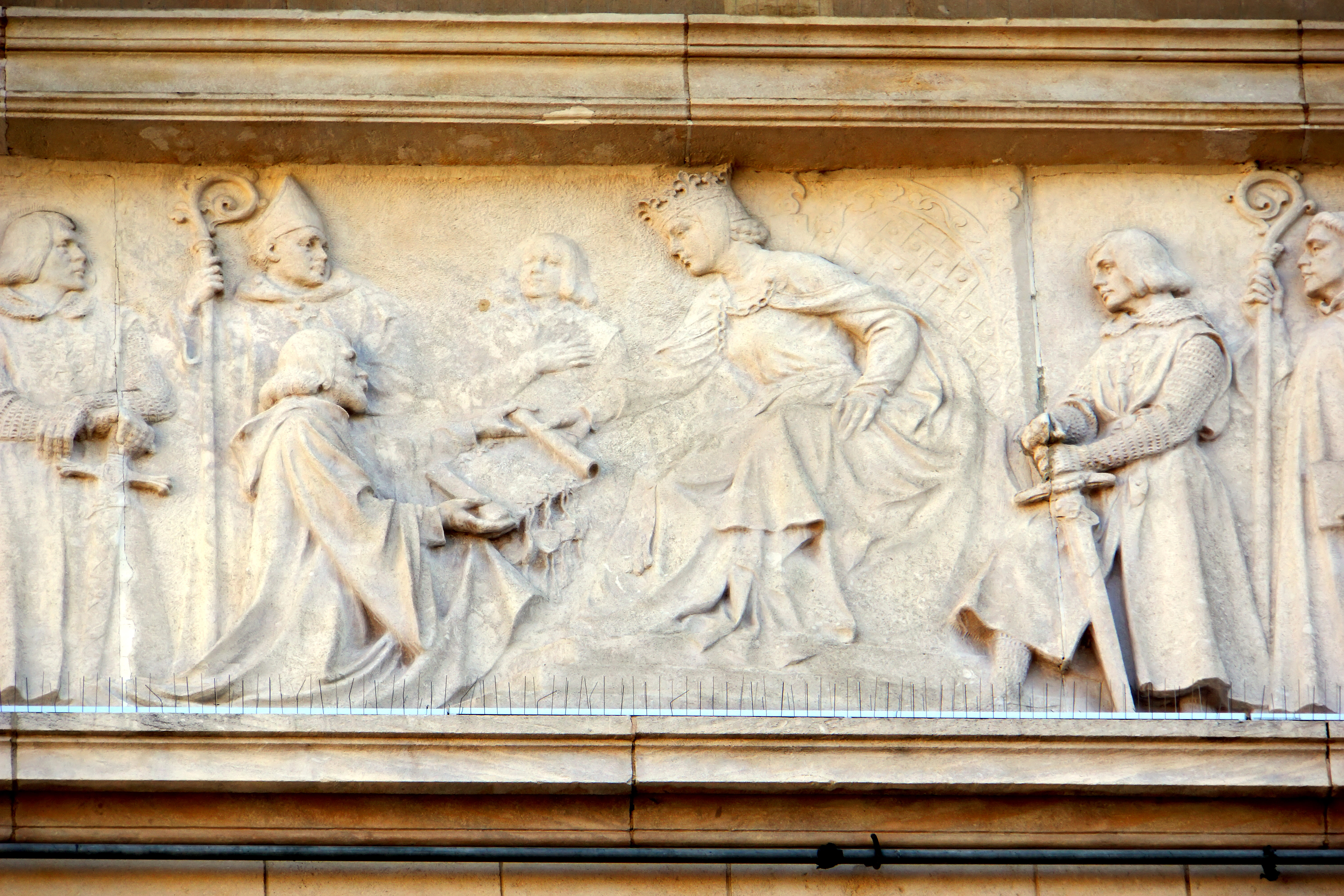
Frise sur la façade du Cercle Cité.

Le bâtiment est construit à partir de 1830 afin d'y accueillir un Cercle littéraire mais abrite finalement un restaurant du nom de Beim Gréitchen. La ville décide de construire un grand bâtiment administratif sur ce site, le Cercle devient alors le Palais municipal. Construit entre 1904 et 1909 par les architectes Pierre et Paul Funck, l'administration commence à emménager dans le bâtiment néo-baroque en 1909 mais l'inauguration officielle a lieu en 1910. Sur la façade, une frise représente l'octroi de la charte de la ville à Luxembourg en 1244 par la comtesse Ermesinde Ire de Luxembourg,.  
Le bâtiment accueille la Cour de justice de la Communauté européenne du charbon et de l'acier de 1953 à 1969,.  
Le cercle est une salle de cérémonie pour les visites de différents chefs d'État étrangers, dont Haïlé Sélassié Ier, Sirikit Kitiyakara et François Mitterrand,. 
En 2016, l'historien Jean Reitz publie un livre intitulé Le Cercle de 1909 à 2010 consacré à l'histoire du bâtiment.  

## Rénovation et réouverture

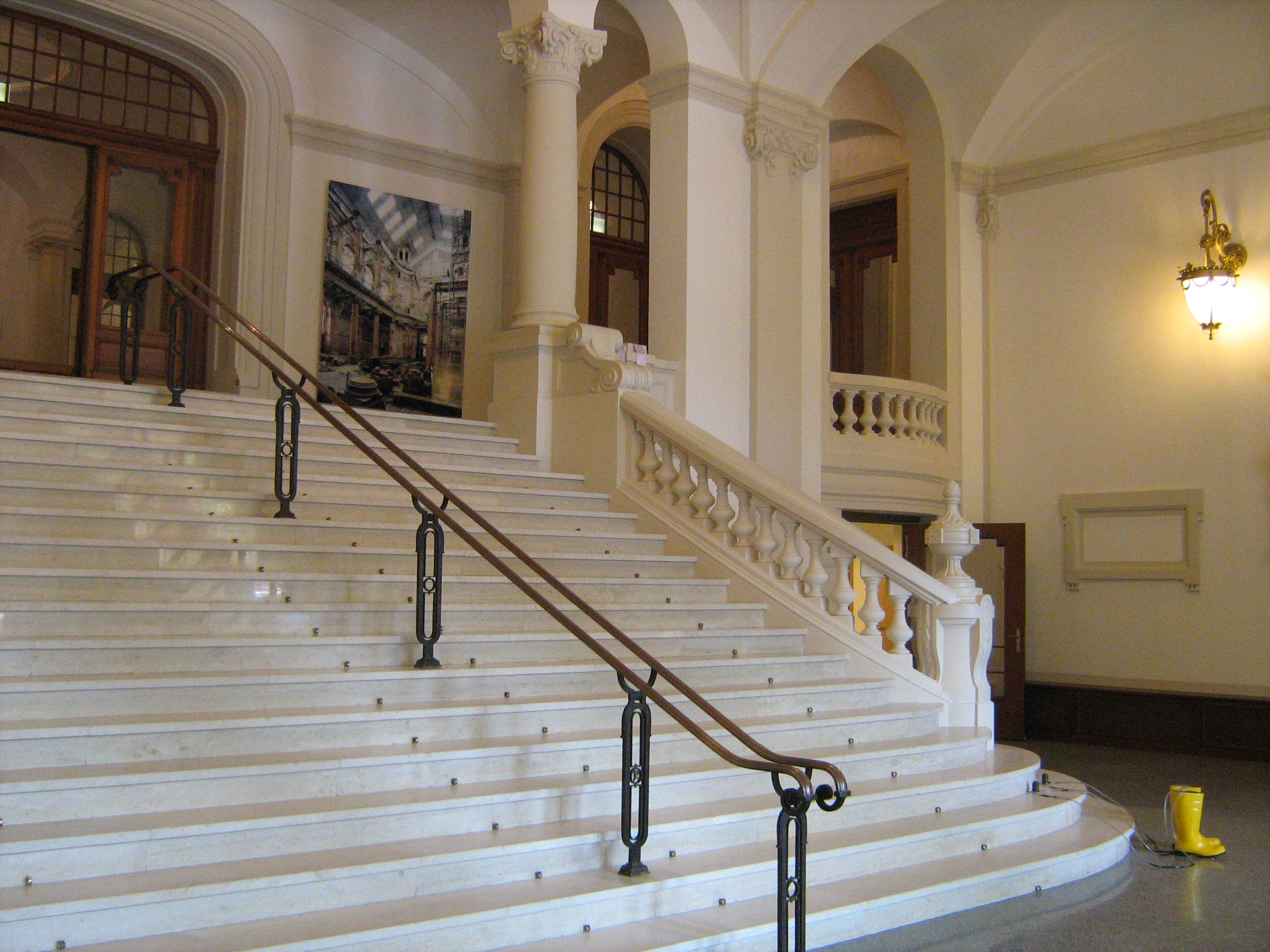
Le Foyer après rénovation, en juin 2011.

À partir de 2006, d'importants travaux de rénovation et de restauration sont menés sur le Cercle afin de le transformer en centre de congrès et d'exposition. Les travaux sont achevés en avril 2011.  
Il prend le nom de « Cercle Cité » après qu'un bâtiment adjacent sur le site de l'ancien Ciné Cité ait été relié au Cercle par une passerelle sur la rue Genistre afin d'agrandir les installations du Cercle. 
D'avril 2020 à octobre 2021, en raison de la pandémie de Covid-19 au Luxembourg, les séances de la Chambre des députés se tiennent au Cercle Cité afin de respecter les mesures de distanciation physique,. Au point de vue juridique, la Constitution permet aux membres du parlement de se réunir n'importe où sans qu'il y ait de restrictions.